# Elemento simétrico
En Álgebra abstracta, si tenemos un conjunto {\displaystyle A\,} en el que se ha definido una operación matemática {\displaystyle \circledcirc }, que anotamos: {\displaystyle (A,\circledcirc )\,}, siendo la operación {\displaystyle \circledcirc }, interna en {\displaystyle A\,}:
{\displaystyle {\begin{array}{rccl}\circledcirc :&A\times A&\longrightarrow &A\\&(a,b)&\longmapsto &c=a\circledcirc b\end{array}}}
Con elemento neutro {\displaystyle e\,:}
{\displaystyle \exists \,e\in A\;,\quad \forall a\in A\;:\quad a\circledcirc e=e\circledcirc a=a}
Se dice que un elemento {\displaystyle a\in A} tiene:
elemento simétrico por la izquierda respecto de la operación {\displaystyle \circledcirc } si:
{\displaystyle a\in A\;,\quad \exists {\overrightarrow {a}}\in A\;:\quad {\overrightarrow {a}}\circledcirc a=e}
elemento simétrico por la derecha respecto de la operación {\displaystyle \circledcirc } si:
{\displaystyle a\in A\;,\quad \exists {\overleftarrow {a}}\in A\;:\quad a\circledcirc {\overleftarrow {a}}=e}
elemento simétrico respecto de la operación {\displaystyle \circledcirc } si existe un elemento simétrico por la izquierda y por la derecha, esto es:
{\displaystyle a\in A\;,\quad \exists {\bar {a}}\in A\;:\quad {\bar {a}}\circledcirc a=a\circledcirc {\bar {a}}=e}
Un elemento simétrico {\displaystyle {\bar {a}}} de {\displaystyle A\,} es simétrico por la derecha del elemento {\displaystyle a\,} y simétrico por la izquierda del elemento {\displaystyle a\,}.

## Notación

### Notación aditiva
Cuando la operación se denota por "+" (se lee "más"), se denomina suma o adición.

#### Ejemplo
La suma en el conjunto de los números enteros: {\displaystyle \mathbb {Z} },
{\displaystyle {\begin{array}{rccl}\oplus :&\mathbb {Z} \times \mathbb {Z} &\longrightarrow &\mathbb {Z} \\&(a,b)&\longmapsto &c=a\oplus b\end{array}}}
es interna:
{\displaystyle \forall a,b\in \mathbb {Z} \;:\quad a\oplus b\in \mathbb {Z} }
En este caso al elemento neutro se denomina cero y se denota por "0",
{\displaystyle \forall a\in \mathbb {Z} \;,\quad \exists 0\in \mathbb {Z} \;:\quad a\oplus 0=0\oplus a=a}
El elemento simétrico de {\displaystyle a\,} se denomina elemento opuesto de {\displaystyle a\,} y se denota por: {\displaystyle -a\,}.
Para dicho conjunto de números entero la operación suma: {\displaystyle \oplus }, tenemos que:
{\displaystyle a\in \mathbb {Z} \;,\quad \exists (-a)\in \mathbb {Z} \;:\quad (-a)\oplus a=a\oplus (-a)=0}

### Notación multiplicativa
Cuando la operación se denota por "·" (se lee "por"), se denomina producto o multiplicación.

#### Ejemplo
La multiplicación en el conjunto de los números racionales: {\displaystyle \mathbb {Q} },
{\displaystyle {\begin{array}{rccl}\odot :&\mathbb {Q} \times \mathbb {Q} &\longrightarrow &\mathbb {Q} \\&(a,b)&\longmapsto &c=a\odot b\end{array}}}
es interna:
{\displaystyle \forall a,b\in \mathbb {Q} \;:\quad a\odot b\in \mathbb {Q} }
En este caso al elemento neutro se denomina uno o unidad y se denota por "1":
{\displaystyle \forall a\in \mathbb {Q} \;,\quad \exists 1\in \mathbb {Q} \;:\quad a\odot 1=1\odot a=a}
El elemento simétrico de {\displaystyle a\,} se denomina elemento inverso de {\displaystyle a\,} y se denota por {\displaystyle a^{-1}\,} o por {\displaystyle {\frac {1}{a}}.}
Para dicho conjunto de números racionales la operación multiplicación cumple:
{\displaystyle \forall a\in \mathbb {Q} \;,\quad a\neq 0\;,\quad \exists {\frac {1}{a}}\in \mathbb {Q} \;:\quad {\frac {1}{a}}\odot a=a\odot {\frac {1}{a}}=1}